# 重庆市文学艺术界联合会
重庆市文学艺术界联合会，简称重庆市文联，是中华人民共和国重庆市文学艺术工作者组成的人民团体，是中国文学艺术界联合会的团体会员，受中国共产党重庆市委员会的领导。
重庆市文联的最高权力机构为重庆市文学艺术界联合会代表大会和由它产生的重庆市文学艺术界联合会委员会。